# Phục bích tại Thổ Nhĩ Kỳ
Phục bích (tiếng Trung: 復辟), còn được phiên âm là phục tích hay phục tịch, nghĩa đen là "khôi phục ngôi vua" là trường hợp một quân chủ đã từ nhiệm hoặc đã bị phế truất hay từng bị lật đổ bởi các cuộc cách mạng và đảo chính trong nước, thậm chí phải lưu vong do nạn ngoại xâm nhưng sau đó khôi phục lại được ngôi vị của mình. Dưới đây liệt kê những cuộc phục bích tại Thổ Nhĩ Kỳ.

## Tiểu vương quốcSaltukids
- Saltuk II (tại vị:1132-1154, phục vị:1154-1168)

Vào những năm 1153-1154, Saltuk II đã hành quân về Tiểu vương quốc Ani, nhưng Shaddad đã thông báo cho bá chủ của mình, Quốc vương Georgia, về việc này. Demetrius I lập tức hành quân đến Ani, đánh bại và bắt được Saltuk II, theo yêu cầu của những người cai trị Hồi giáo láng giềng và thả ông để đòi tiền chuộc 100.000 dinar, được trả bởi con trai của Saltuk II và Saltuk II thề sẽ không chiến đấu chống lại người Gruzia.

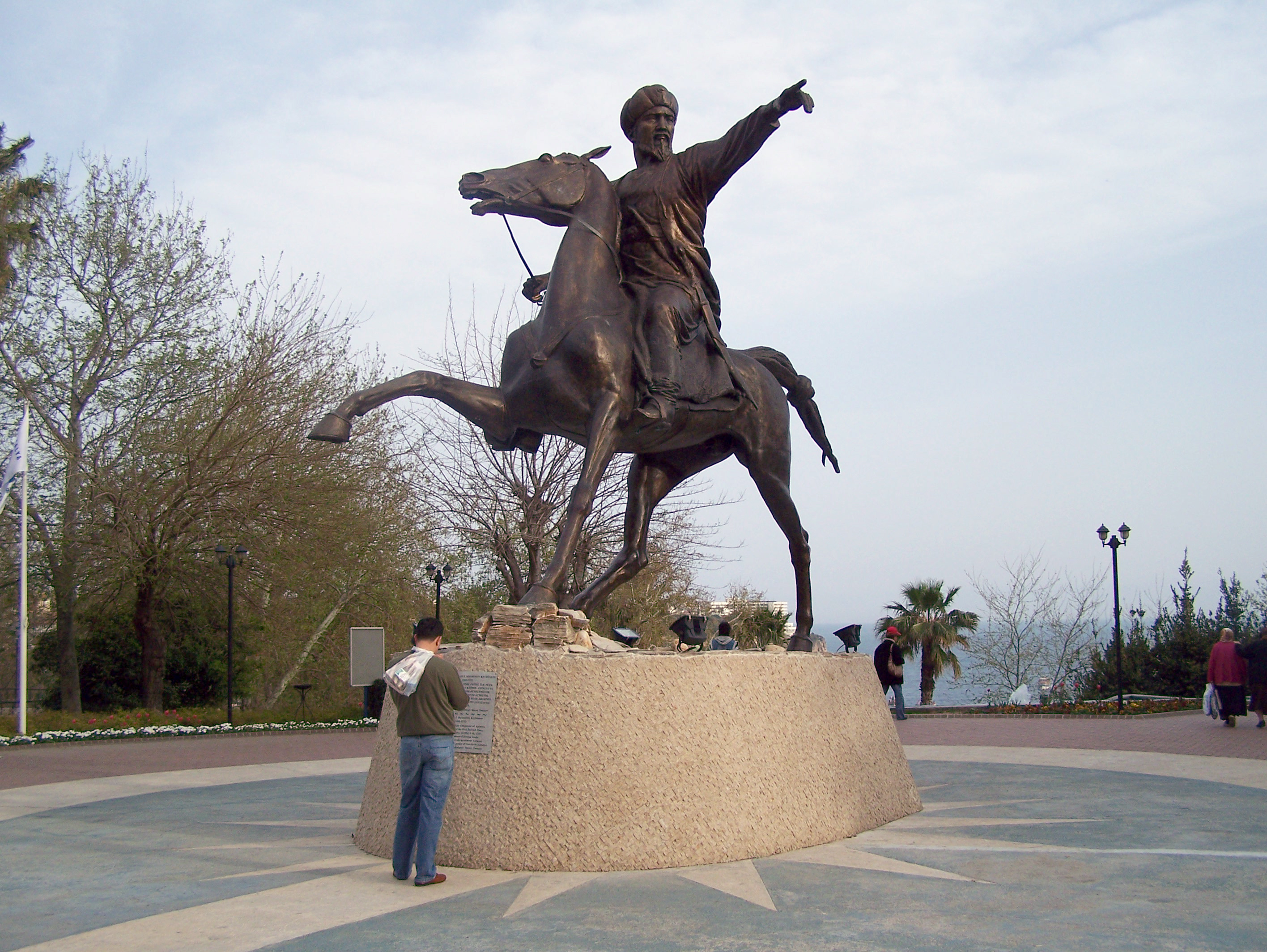
Kaykhusraw I

## Hồi quốc Rum Seljuk
- Kaykhusraw I (tại vị:1192–1196, phục vị:1205–1211)

Năm 1196, Suleiman II tiến quân về phía Konya để lật đổ anh trai mình tự xưng làm sultan, Kaykhusraw I thua trận trốn đến Constantinople, ông sống lưu vong ở đó đến năm 1203. Khi Suleiman II bị người Gruzia đánh bại và bắt sống trong trận chiến Basian, Kaykhusraw I thừa cơ quay trở lại gây dựng lực lượng, Kilij Arslan III lên ngôi thay thế Suleiman II. Năm 1205, Kaykhusraw I đem quân vào Konya, loại bỏ Kilij Arslan III khỏi quyền lực, qua đó làm sultan lần thứ hai.
- Mesud II (tại vị:1282–1284, phục vị:1284–1293, tái phục vị:1294–1301, hựu tái phục vị:1303–1307)

Năm 1284, Mesud II bị Kayqubad III lật đổ. Nhưng chỉ vài tháng sau, ông được tể tướng Ilkhan Sahip Ata của Kai Chosrau III giúp sức nên giành lại ngay địa vị. Năm 1293, Mesud II mất ngôi lần thứ hai bởi Ilkhan Gazan ủng hộ Kayqubad III nhưng cũng chỉ hơn một năm sau ông đã đoạt lại vị trí vốn có của mình. Năm 1301, vị trí này lại bị Alā al-Dīn Kai Kobad bin Ferāmurz cướp mất. Đến năm 1303, khi người Mông Cổ trừng phạt một số bộ trưởng của mình, ông này sợ hãi và muốn chạy trốn, nhưng đã bị bắt tại rgüp và bị gửi đến Tabriz năm 1303. Tại thời điểm này, Mesud II đã được sử dụng lại. Còn Alā al-Dīn Kai Kobad bin Ferāmurz bị kết án tử hình, tuy ông thoát chết vì người vợ cao quý, bản án đã được chuyển thành quản thúc tại Isfahan, nhưng lại bị sát hại bởi một trong những người hầu của mình trong một cuộc cãi nhau.
- Alā al-Dīn Kai Kobad bin Ferāmurz (tại vị:1284, phục vị:1293–1294, tái phục vị:1301–1303)

Năm 1284, Alā al-Dīn Kai Kobad bin Ferāmurz lần đầu tiên lên ngôi sau khi hạ bệ Mesud II, ông được hỗ trợ bởi hầu quốc Karaman. Tuy nhiên, chỉ vài tháng sau, Alā al-Dīn Kai Kobad bin Ferāmurz bị tể tướng Ilkhan Sahip Ata của Kai Chosrau III đánh bại, ông chạy trốn đến Cilicia nương nhờ các hoàng tử Armenia. Tại đây, Ilkhan Gazan đã giúp ông khôi phục địa vị vào năm 1293, thay thế người anh em họ Mesud II. Đến năm 1894, Alā al-Dīn Kai Kobad bin Ferāmurz gặp Gazan tại Mosul khi ông trở về từ chiến dịch chống lại Syria. Hài lòng với lòng trung thành này, Gazan ban hôn cho Alā al-Dīn Kai Kobad bin Ferāmurz với một cô con gái của Hülegü. Nhưng chẳng mấy chốc, ông ta đã phàn nàn về Alā al-Dīn Kai Kobad bin Ferāmurz, và các bộ trưởng của ông, bởi vì những người giàu có này đã bị cướp đi của cải của họ bằng cách tra tấn và chết. Ilchan Gazan ra lệnh rằng Alā al-Dīn Kai Kobad bin Ferāmurz không được làm gì nữa mà không có sự đồng ý của người Mông Cổ, Mesud II nhờ vậy phục vị. Năm 1301, Alā al-Dīn Kai Kobad bin Ferāmurz lại lên ngôi lần thứ tư.

## Hầu quốcKaraman
- Haci Sufi Burhanettin Musa (tại vị:1312-1318, phục vị:1352-1356)

Năm 1318, Badr al-Din Ibrahim Beg đã nổi loạn, đặt yêu sách lên ngôi với anh trai mình, Haci Sufi Burhanettin Musa chịu lép vế buộc phải từ bỏ ngôi vị, ông dời đến thành phố Larende. Nhưng vào năm 1352, sau một thời gian hỗn loạn khởi điểm từ năm 1350 với hai đời quân chủ là Ahmet và Şemseddin, Haci Sufi Burhanettin Musa lại được mời đến Karaman tái đăng cơ để thiết lập lại trật tự.
- Badr al-Din Ibrahim Beg (tại vị:1318–1332, phục vị:1340–1350)

Năm 1333, Badr al-Din Ibrahim Beg nhường ngôi cho anh trai mình là Halil. Tuy nhiên, sau cái chết của Halil năm 1340, ông đã trở lại ngôi vị.
- Sultanzade Nasireddin Mehmet Bey II (tại vị:1398-1399, phục vị:1402-1420, tái phục vị:1421-1423)

Năm 1399, Sultanzade Nasireddin Mehmet Bey II nổi loạn, không nghe theo hiệu lệnh của Bayazid I, ông này tức giận đem quân trừng phạt, đánh bại và bắt giam Sultanzade Nasireddin Mehmet Bey II. Sau thất bại của Bayazid I năm 1402, trong trận chiến ở Ankara nổi tiếng, Sultanzade Nasireddin Mehmet Bey II đã được Tamerlane của nhà Timurid thả ra khỏi nhà tù, trở lại làm vua Karaman lần thứ hai. Năm 1420, Sultanzade Nasireddin Mehmet Bey II thực hiện một chiến dịch chống lại Bursa, ông thua trận và bị bắt giữ, anh trai ông là Sultanzade Bengi Alaeddin Ali Bey II thay thế. Một năm sau, ông được thả ra sau cái chết của quốc vương xứ này, Sultanzade Bengi Alaeddin Ali Bey II nhường quyền cai trị về cho em trai.
- Sultanzade Bengi Alaeddin Ali Bey II (tại vị:1420–1421, phục vị:1423–1424)

Năm 1421, Sultanzade Nasireddin Mehmet Bey II quay về phục vị sau một năm tù đày, Sultanzade Bengi Alaeddin Ali Bey II lập tức trả ngôi cho em. Nhưng đến năm 1423, Sultanzade Nasireddin Mehmet Bey II qua đời, Sultanzade Bengi Alaeddin Ali Bey II lại lên nắm giữ ngai vàng.

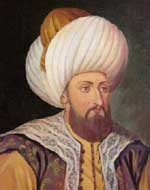
Murad II

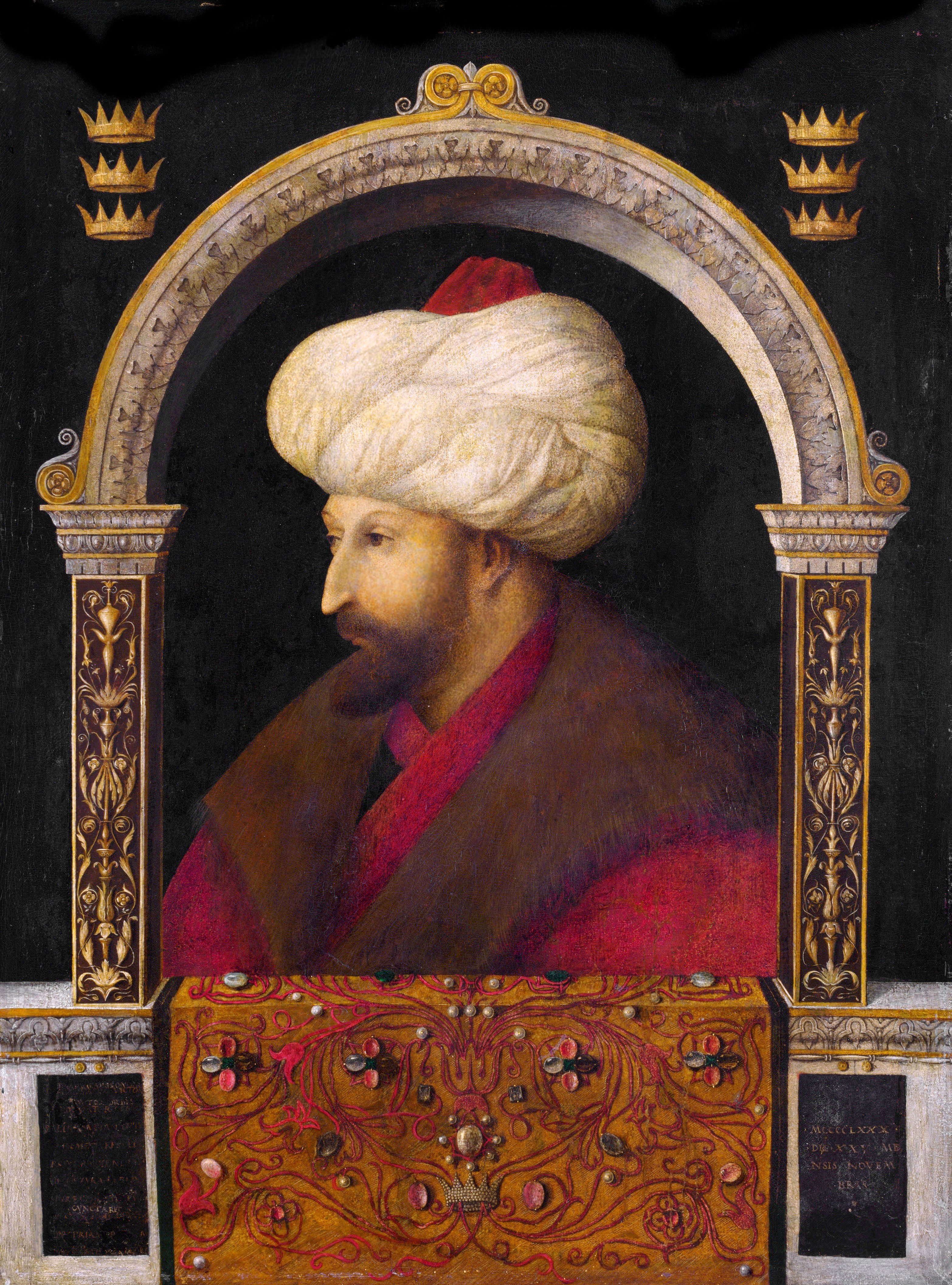
Mehmed II

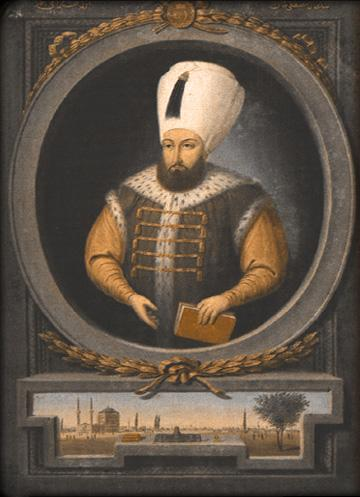
Mustafa I

## Đế quốc Ottoman
- Murad II (tại vị:1421–1444, phục vị:1445, tái phục vị:1446-1451)

Năm 1444, Murad II do cảm thấy quá mệt mỏi với các công việc triều chính và chiến tranh nên quyết định về phủ Manisa an hưởng tuổi già, truyền ngôi cho hoàng tử Mehmed II. Về phần vua con, được sự giúp đỡ của các thầy học và các đại thần, ông dần dần đã nắm được cách trị vì đất nước. Nhưng giữa lúc đó thì một sự biến quan trọng xảy ra: vua Władysław III của Ba Lan và Hungary gây chiến. Ông này trước đây đã phát động Thập tự chinh đánh bại quân Ottoman và ký hòa ước Segedin với Murad, nay nhân cơ hội Mehmed còn nhỏ tuổi liền cất binh, xé bỏ hòa ước Segedin, lấy cớ là hòa ước này do Władysław ký với Murad và khi Murad đã thoái vị thì nó không còn hiệu lực nữa. Được cộng hòa Venezia, Giáo hoàng, hoàng đế Đông La Mã và một số thế lực châu Âu khác ủng hộ, Władysław III đã tổ chức được một cuộc Thập tự chinh lớn. Thập tự quân nhanh chóng tiến sâu vào lãnh thổ Ottoman và áp sát trọng trấn Varna nằm trên bờ Hắc Hải. Trước tình hình đó, Mehmed buộc phải vội vã phi ngựa tới phủ Manisa mời vua cha về chấp chính. Sau đó, Murad II đã xuất quân đánh tan tác đạo Thập tự quân tại trận Varna (1444), Władysław III cũng tử trận. Mối họa xâm lược bị đẩy lùi, sang năm 1445, Murad II lại trao quyền cho vua con rồi quay về Manisa. Tuy nhiên, một bộ phận Cấm vệ quân Janissary lại nổi loạn, tỏ ý không phục ấu chúa và đòi Murad quay trở lại ngôi vị. Không còn cách nào khác, tháng 5 năm 1446 Mehmed II lại phải đích thân ra Manisa mời vua cha về lên ngôi thêm một lần nữa.
- Fatih Sultan Mehmet (tại vị:1444, phục vị:1445-1446, tái phục vị:1451-1481)

Năm 1444, Fatih Sultan Mehmet được vua cha nhường ngôi, ngai vàng chưa kịp ổn định thì xảy ra cuộc thập tự chinh lớn do vua Władysław III của Ba Lan phát động, ông buộc phải mời vua cha Murad II trở lại ngôi vị để chủ trì đại cuộc. Năm 1445, sau khi đánh tan liên quân thập tự chinh, Murad II lại trao trả quyền lực cho Fatih Sultan Mehmet. Năm 1446, bởi cuộc làm loạn của cấm vệ quân Janissary, Fatih Sultan Mehmet đành phải thoái vị để vua cha Murad II chấp chính. Năm 1451, Murad II bệnh mất ở Edirne, thái tử Mehmed II (tức Fatih Sultan Mehmet) chính thức lên ngôi lần thứ ba. 
- Mustafa I (tại vị:1617–1618, phục vị:1622–1623)

Năm 1618, sau một thời gian trị vì 3 tháng ngắn ngủi, Mustafa I bị phế truất và bị ép phải truyền ngôi cho cháu trai là Osman II để lui về cấm cung. Dưới triều đại Osman II, nảy sinh ra căng thẳng giữa vị vua trẻ và binh đoàn Janissary, kết quả vào năm 1622 ông này bị tể tướng Kara Davut Pasha giết chết. Vì vậy, Mustafa I được quần thần ủng lập quay trở lại ngai vàng, nhưng cũng chỉ được non một năm ông lại bị phế truất lần thứ hai.